# Friedrich Olbricht
Friedrich Olbricht (n. 4 octombrie 1888, Leisnig, Saxonia, Germania – d. 21 iulie 1944, Berlin, Germania Nazistă) a fost un general de infanterie în Wehrmacht, unul din principalii organizatori ai Atentatului din 20 iulie 1944 împotriva lui Hitler. A fost împușcat în noaptea următoare împreună cu colonelul Claus von Stauffenberg din ordinul generalului Friedrich Fromm, rămas fidel dictatorului Adolf Hitler.